# Maria Benvinda Levy
Maria Benvinda Delfina Levy, o Levi  (Maxixe, 24 marzo 1969), è una politica mozambicana, dal 15 gennaio 2025 prima ministra del Mozambico.

## Biografia
È nata nel 1969 a Chicuque, vicino a Maxixe.
Dopo gli studi primari e secondari a Maputo, si laureò in legge all'Università Eduardo Mondlane nel 1993 e si è specializzata presso il Commonwealth Judicial Education Institute in Canada.
È esperta in diritto di famiglia e, oltre al portoghese, parla anche il cishagana.

### Carriera
Lavorò come giudice della corte di Maputo, della quale è stata anche presidente. Nel luglio 2006 fu nominata direttrice del Centro di formazione legale e giudiziaria (CFJJ). 
L'11 marzo del 2008 venne nominata ministra della giustizia, e presso una riunione del Consiglio per i diritti umani delle Nazioni Unite a Ginevra, nel 2011, smentì le accuse di esecuzioni extragiudiziali in Mozambico.
È stata sollevata dall'incarico nel 2015 per essere nominata consigliera presidenziale sulle questioni legali il 28 gennaio.
Nel gennaio 2025 è entrata in carica come prima ministra su nomina del presidente Daniel Chapo.

## Vita privata
È sposata, ha due figli ed è cristiana.